# Édifice de la Santé et du Bien-être social
L'édifice de la Santé et du Bien-être social est un immeuble de bureaux situé à Québec. Il est la propriété de Services publics et Approvisionnement Canada.

## Description
L'édifice est situé immédiatement à l'est de la gare du Palais, faisant face à la place Jean-Pelletier. Il est construit dans une architecture similaire à celle de la gare (style Château) dans une juxtaposition intentionnelle. Les deux bâtiments, dont la construction est espacée de vingt-cinq ans, sont séparés par une ruelle.
La structure, construite en béton, se compose de sept étages. La toiture est caractérisée par des « toits pentus revêtus de cuivre et ornés de pignons, de tourelles, de faîteaux, d’une crête en fer et de nombreuses lucarnes ». Les murs extérieurs, percés de fenêtres à guillotine noires à petits carreaux, sont en brique avec des segments décoratifs en pierre de taille.

## Histoire
Les travaux de construction débutent en 1938 et se terminent en 1940. De son inauguration jusqu'aux années 1950, l'édifice est le bureau de poste central de la ville de Québec.
Après le déménagement de l'hôtel des postes, l'architecte Germain Chabot supervise des travaux de reconversion de l'immeuble en 1963. Le ministère de la Santé et du Bien-être social du Canada y emménage en 1964, puis Développement des ressources humaines Canada.
Le 27 septembre 1990, le gouvernement canadien accorde au bâtiment le statut d'édifice fédéral du patrimoine.

## Galerie

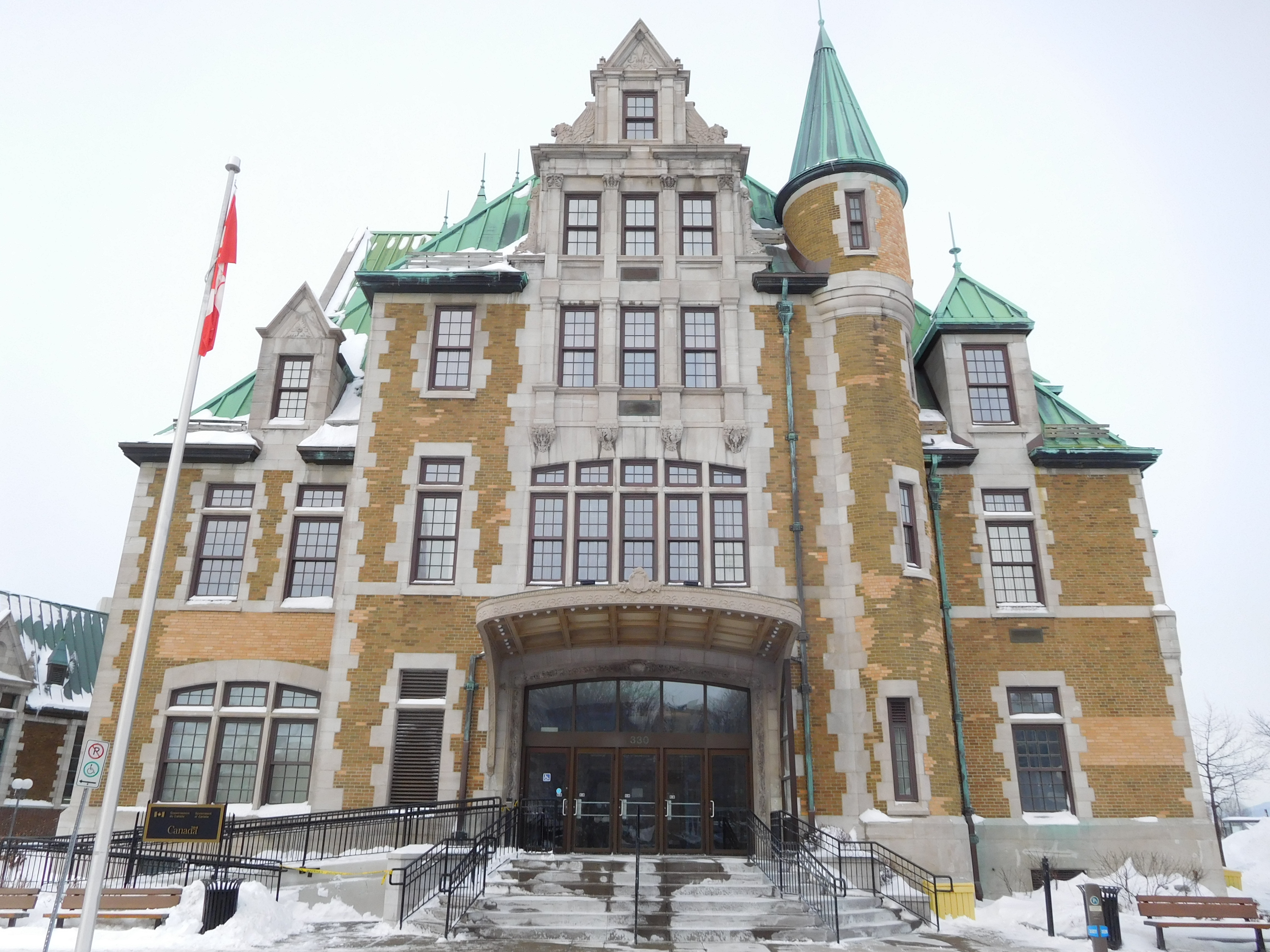
Façade avant
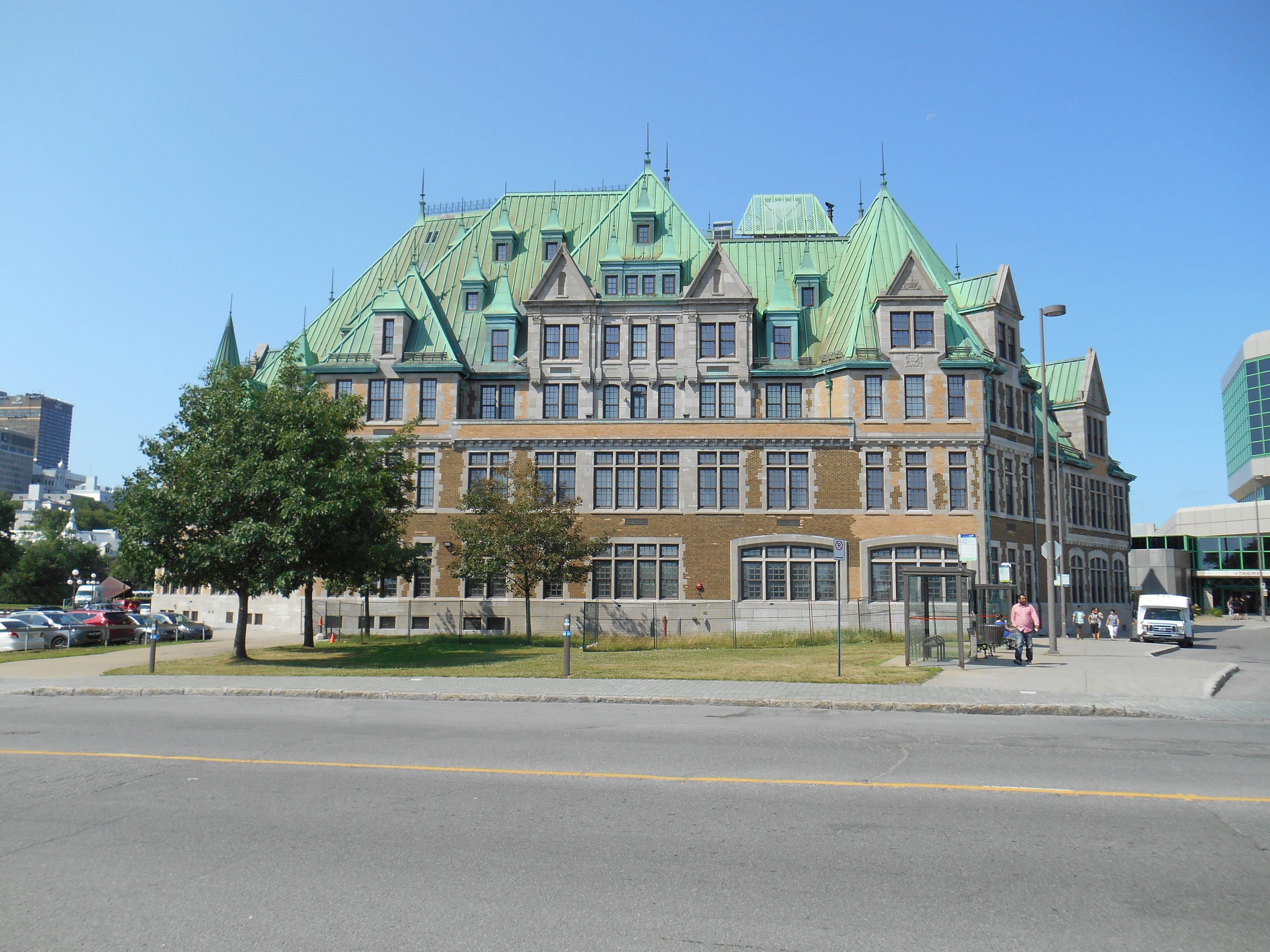
Façade droite